# Zango
『Zango』（ザンゴ、集会所の意）は、ザンビアのバンド、ウィッチの8枚目のスタジオ・アルバム。ウィッチの前スタジオ・アルバムである1984年の『Kuomboka』から約40年後の2023年6月2日、Partisan RecordsとのパートナーシップによりDesert Daze Soundからリリースされた。1976年以来、バンドのフロントマンであり共同創設者であるエマニュエル・"ジャガリ"・チャンダが初めて参加したアルバムでもある。

## リリースの背景
1985年に解散したWITCHは2012年に再結成し、バンドリーダーのエマニュエル・"ジャガリ"・チャンダとキーボーディストのパトリック・ムウォンデラに、新たにヨーロッパのミュージシャン、ジャッコ・ガードナー、ニコ・マウスコヴィッチ、ステファン・リロフ、JJ・ホワイトフィールドが加わった。バンドの復活は、アメリカやヨーロッパ、特にレア音源の発掘を趣味としたマニアの間でザムロックへの関心が再び高まったことが一因となっている。2012年のウィッチのディスコグラフィーの再発行、その後のワールドツアー、そして2019年のウィッチのドキュメンタリー映画『We Intend to Cause Havoc』の公開につながった。
アルバムのタイトル『Zango』は、直訳すると「集会所」である；「（ザンビアの）どの村にもこの中心的な場所があり、村人が仕事の準備のために集まり、若者が学びに行き、若者が年長者から学び、訪問者が集まってくる場所なのです」とバンドは説明している。
アルバムの収録曲 「Avalanche of Love 」にはザンビアのラッパー、サンパ・ザ・グレートがフィーチャーされているが、彼女はウィッチの音楽の「反抗心とエッジィさに惹かれた」と語っており、2022年のアルバム『As Above, So Below』でウィッチとコラボしたことがある。

## 評価
| 専門評論家によるレビュー | 専門評論家によるレビュー |
| 総スコア                 | 総スコア                 |
| 出典                     | 評価                     |
| ------------------------ | ------------------------ |
| Metacritic               | 84/100                   |
| レビュー・スコア         |                          |
| 出典                     | 評価                     |
| Loud and Quiet           | 8/10                     |
| Mojo                     | [ 8 ]                    |
| Pitchfork                | 7.7/10                   |
| The Quietus              | [ 10 ]                   |
| Uncut                    | 8/10                     |

『Zango』はリリースされ、批評家の絶賛を浴びた。メタクリティックでは、このアルバムは4つのレビューで84点を獲得。
ピッチフォークに寄稿したブラッド・サンダースは、クラシックなザムロックのルーツを守りつつ、ウィッチのサウンドを進化させたこのアルバムを称賛し、こう書いている： 「Zangoは古典的なザムロックに根ざしており、このジャンルのサウンドが本来持っている柔軟性を基盤にしている。バンドは、フェラ・クティ風のアフロビート、スペイシーなサイケ・ポップ、サバティアのプロト・メタルのようなストンプの間をシームレスに行き来する」『Mojo』誌の4つ星レビューで、デヴィッド・ハッチョンはこのアルバムでのバンドの「荒削りなエッジ」を褒め、「2人のベテラン・メンバーと4人の若くヨーロッパ的なメンバーを加えた彼らは、1970年代よりもさらに騒々しく反抗的だ」と書いている。『ラウド・アンド・クワイエット』誌のジャック・ドハーティは、ファンクとサイケデリック・ロックからの影響を指摘し、このアルバムを「彼らの幅広いバック・カタログのどれよりもはるかにグルーヴィーなモンスター」と呼んだ。

## トラックリスト
| #         | タイトル                                                        | 作詞  | 作曲・編曲 | 時間 |
| --------- | --------------------------------------------------------------- | ----- | ---------- | ---- |
| 1.        | 「By the Time You Realize」                                     |       |            | 4:36 |
| 2.        | 「Waile」                                                       |       |            | 5:15 |
| 3.        | 「Nshingilile」(featuring Keith Kabwe of Amanaz)                |       |            | 3:04 |
| 4.        | 「Streets of Lusaka」                                           |       |            | 4:45 |
| 5.        | 「Unimvwesha Shuga」(featuring Theresa Ng'ambi and Hanna Tembo) |       |            | 3:42 |
| 6.        | 「Avalanche of Love」(featuring Sampa the Great)                |       |            | 3:55 |
| 7.        | 「Malango」(featuring Theresa Ng'ambi and Hanna Tembo)          |       |            | 5:42 |
| 8.        | 「Stop the Rot」                                                |       |            | 4:22 |
| 9.        | 「These Eyes of Mine」                                          |       |            | 4:01 |
| 10.       | 「Message from Witch」                                          |       |            | 3:00 |
| 合計時間: | 合計時間:                                                       | 42:26 |            |      |

## メンバー
Bandcampより引用。
| Musicians - Emmanuel "Jagari" Chanda – vocals - Patrick Mwondela – keyboard, synthesizer - Jacco Gardner – bass guitar, synthesizer - Nico Mauskoviç – drums, percussion - JJ Whitefield – guitar - Stefan Lilov – guitar | Guest musicians - Keith Kabwe (of Amanaz) - Sampa the Great - Theresa Ng'ambi - Hanna Tembo - Jones Kabanga - K. Flint Mabuluki |